# اصل دیل

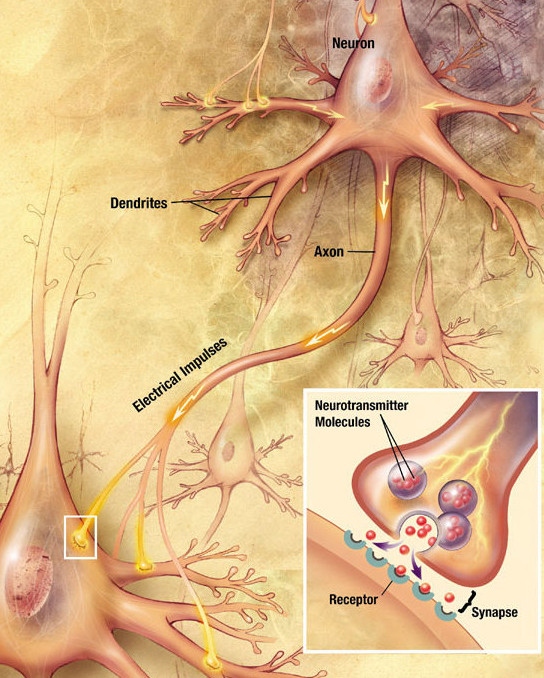
شِمای فرآیند های شیمیایی سیناپس

در علم اعصاب، اصل دیل (یا قانون دیل) قاعده ای است که به هنری هاللت دیل، عصب‌شناس انگلیسی نسبت داده می‌شود. این اصل اساساً بیان می‌کند که یک نورون اعمال شیمیایی مشابه در تمام اتصالات سیناپسی خود، مواد شیمیایی مشابه‌ای را به سایر سلول‌ها، صرف نظر از هویت سلول هدف، ارسال می‌کند. با این حال، اختلاف نظر در مورد تعریف دقیق وجود دارد.
به دلیل ابهام در اصل بیانیه، در واقع دو نسخه از این اصل وجود دارد، یکی که ثابت شده‌است که به‌طور قطعی اشتباه است، و دیگری که یک قاعده ارزشمند باقی می‌ماند. اصطلاح "اصل دیل" برای اولین بار توسط جان اکلز در سال ۱۹۵۴ مورد استفاده قرار گرفت، در بخشی از متن می‌خوانیم: "مطابق با اصل دیل (۱۹۳۴، ۱۹۵۲)، فرستنده شیمیایی مشابه‌ای از تمام پایانه‌های سیناپسی یک نورون آزاد می‌شود …" بعضی از نویسندگان مدرن این اصل را این‌گونه دریافته‌اند که بیان می‌کند «نورون‌ها تنها یک فرستنده را در تمام سیناپس‌های خود آزاد می‌کنند»، که اشتباه است. دیگران، از جمله خود اکلز در نوشته‌های بعدی‌اش بیان داشتند که آن به این معنی است که نورون‌ها مجموعه ای مشابه از فرستنده‌ها را در تمام پایانه‌های سیناپس‌های خود آزاد می‌کنند.

دیل خودش هرگز «اصل» خود را در یک فرم صریح اعلام نکرده‌است. منبعی که اکول به آن اشاره کرده‌است، سخنرانی است که توسط دیل در سال ۱۹۳۴ منتشر شد، به نام فارماکولوژی و انتهای عصب، که برخی از تحقیقات اولیه فیزیولوژی انتقال نور را شرح می‌دهد. در آن زمان تنها دو فرستنده شیمیایی، استیل کولین و نورآدرنالین شناخته شده بودند (که تصور می‌شد که آدرنالین است). در سیستم عصبی محیطی، انتقال کولینرژیک (انتقال با مادهٔ استیل کولین) و آدرنرژیک (انتقال با نور اپی نفرین) از گروه‌های مختلف عصب ایجاد می‌شوند. دیل به این موضوع علاقه‌مند بود که یک نورون که در سیناپس‌های مرکزی خود یک مادهٔ شیمیایی آزاد می‌کند، آیا ممکن است در سیناپس‌های پیرامونی نوع دیگر مادهٔ شیمیایی آزاد کند؟ او نوشت: 
 لازم است ذکر شود که در مواردی که شواهد مستقیم در دسترس است، بازسازی پدیده به نظر نشان می‌دهد که ماهیت عملکرد شیمیایی، چه کولینرژیک یا آدرنرژیک، برای هر نورون خاص و غیرقابل تعویض است 
 و در انتهای مقاله: 
 هنگامی که ما با دو انتهای مختلف یک نورون حسی برخورد می‌کنیم، یکی محیطی و مربوط به پیام اتساع رگ و دیگری در یک سیناپس مرکزی، آیا می‌توانیم فرض کنیم که کشف و شناسایی یک فرستنده شیمیایی از انتهای محیطی به ماهیت روند انتقال در سیناپس مرکزی نیز اشاره می‌کند؟ این احتمال حداقل به عنوان یک محرک برای آزمایش بیشتر ارزش دارد. 
 ببا این که تنها دو ماده شیمیایی فرستنده شناخته شده در آن زمان وجود داشت، امکان آزاد شدن بیش از یک فرستنده در یک سیناپس عصبی به ذهن کسی نرسیده بود و بنابراین هیچ توجهی به این فرض نداشتند. ابهام حاصل در اظهارات اولیه منجر به سردرگمی ادبی دربارهٔ معنای دقیق اصل شد.] برای مثال، نیکل و مالنکا برداشت کردند که یک نورون همیشه یک و تنها یک انتقال دهنده نوری را در تمام سیناپس‌هایش آزاد می‌کند. که در این صورت قطعاً اشتباه است. در آنچه به نام «کوک انتقال» نامیده می‌شود، بسیاری از نورونها بیش از یک انتقال دهنده عصبی را منتشر می‌کنند. گرچه مدارک پیشین وجود داشت، اولین پیشنهاد رسمی این کشف تا سال ۱۹۷۶ صورت نگرفت. اکثر نورونها چند فرستنده مختلف شیمیایی را آزاد می‌کنند. در علوم اعصاب مدرن، نورون‌ها اغلب توسط انتقال دهنده‌های عصبی و مهم‌ترین آنها طبقه‌بندی می‌شوند، به عنوان مثال نورون‌های GABA striatal از پپتیدهای اپیوئید یا ماده P به عنوان انتقال دهندهٔ اصلی استفاده می‌کنند.

با این حال، در یک نشریه سال ۱۹۷۶، کلیس این اصل را به شیوه ای متنوع تفسیر کرد: 
 "من پیشنهاد می‌دهم که اصل دیل به این عنوان تعریف شود که در همه شاخه‌های آکسون یک نورون، ماده یا مواد مشابهی آزاد می‌شوند " 
 اضافه کردن «یا مواد» مهم است. با این تغییر، اصل اجازه می‌دهد تا امکان عصب آزاد شدن بیش از یک فرستنده را داشته باشد و تنها بیان می‌کند که همان مجموعه در تمام سیناپس‌ها منتشر می‌شود. در این شکل، این اصل همچنان یک قاعدهٔ مهم است، با تنها چند استثنا شناخته شده. از جمله یافته‌های دیوید سولزر و استفان رایپورت یافتند که نورون‌های دوپامین گلوتامات را نیز به عنوان انتقال دهنده عصبی آزاد می‌کنند، اما در پایانه‌های متفاوت.